# Okoninki
Okoninki – osada kociewska w Polsce położona w województwie pomorskim, w powiecie starogardzkim, w gminie Kaliska na obszarze Borów Tucholskich. Osada wchodzi w skład sołectwa Cieciorka.
W latach 1975–1998 miejscowość administracyjnie należała do województwa gdańskiego.